# اومتبایوو (شهرستان بلورتسکی، باشقیرستان)
اومتبایوو (انگلیسی: Umetbayevo, Beloretsky District, Republic of Bashkortostan) یک شهرک در شهرستان بلورتسکی باشقیرستان کشور روسیه است.